# Aeroportul Vermilion
Aeroportul Vermilion (IATA: YVG, ICAO: CYVG) este un aeroport din Alberta, Canada. Aeroportul a fost tranzitat în 2011 de 0 pasageri.
Situat la o altitudine de 616 m, aeroportul dispune de o singură pistă.